# 첫눈이 사라졌다
"첫눈이 사라졌다"(폴란드어: Śniegu już nigdy nie będzie, 독일어: Der Masseur)는 2020년 공개된 폴란드와 독일의 영화이다.

## 출연
- 알렉 엇가프 - 제니아 역
- 마야 오스타셰프스카 - 마리아 역
- 아가타 쿨레샤 - 에바 역
- 베로니카 로사티 - 비카 / 제니아의 어머니 역
- 카타지나 피구라 - 불독의 주인 역
- 안드레이 치라 - 군인 역
- 루카즈 심라트 - 비카의 남편 역
- 크쥐시토프 체초트 - 마리아의 남편 역
- 마체이 드로시오 - 에바의 아들 얀 역